# Braunried
Braunried ist ein Weiler und ein Gemeindeteil der drei Kilometer westlich gelegenen Stadt Roding und  eine Gemarkung im Landkreis Cham (Oberpfalz). 

## Geographie
Der Weiler liegt in der Bodenwöhrer Bucht.

## Geschichte
Die ehemals selbstständige Gemeinde Braunried wurde am 1. Juli 1971 vollständig nach Roding eingegliedert. Die Gemeinde hatte 1961 eine Fläche von 858,69 Hektar und die Gemeindeteile Braunried, Dicherling, Kaplhof, Lunz, Monessen, Nassen, Ödenhof, Pollenried und Zenzing. Bei der Volkszählung am 25. Mai 1987 wurden 17 Einwohner festgestellt.